# 97 секунд (Доктор Хаус)
«97 секунд» (англ. 97 Seconds)  — третя серія четвертого сезону американського телесеріалу «Доктор Хаус». Прем'єра епізоду проходила на каналі FOX 9 жовтня 2007. Доктор Хаус і його нова команда мають врятувати чоловіка-інваліда з вірним псом.

## Сюжет
Під час вечірньої прогулянки разом зі своїм псом-помічником інвалід Томас Старк непритомніє у своєму візку. Хаус ознайомлює команду зі справою і ділить її навпіл: перша група — всі чоловіки та Ембер, друга — всі жінки. Одна з груп має поставити діагноз. Тринадцята вважає, що у Таїланді, який він недавно відвідував, чоловік підхопив круглого черв'яка і заразився стронгілоїдозом. Вона дає йому ліки. Катнер і Бреннан роблять аналіз крові, волосся і калу. Ембер вирішує сходити до Кемерон і дізнатись її думку. Та пропонує зробити тест з аксенодіагностикою. Проте під час неї у пацієнта починається кашель і лікарі роблять висновок, що можлива проблема з легенями. На рентгені вони знаходять осередки інфільтрації. Також вони розуміють, що горло Томаса переплутало шлунок з легенями.
Тринадцята пропонує провести пробу з пасивним ортоклазом і ТІЛ тест, щоб підтвердити її діагноз. Хаус наказує зробити їх, а іншу групу залишає в штрафниках. Проте вони доходять до висновку, що у пацієнта може бути парамангіома і Ембер проводить томографію. Тринадцята підтверджує свій діагноз, але і Ембер підтверджує свій, хоча подивившись на сканування Хаус сумнівається, що ця пухлина могла викликати погіршення стану Томаса. Хаус звільняє групу чоловіків. Ембер не погоджується зі звільненням і робить аналіз крові. Кров виявляється зеленою і Ембер та чоловіків поновлюють на роботі. Позеленіння крові вказує на відмову нирок. Тринадцята вважає, що це бактеріальна інфекція. Ембер думає, що це склеродерма. Хаус наказує ввести антибіотики і зробити біопсію шкіри. Біопсія виявляється негативною, а у чоловіка починається пневмонія.
Обидві групи помилилися і тепер єдиний варіант — рак. Хаус замовляє операцію на видалення правого ока, але Томас відмовляється. Тринадцята і Ембер починають відкачувати рідину з легенів і помічають, що вона прозора. А це говорить про те, що раку немає. Разом з Вілсоном команда погоджується з еозинофільною пневмонією. Під час введення ліків Томас помирає, а невдовзі помирає його собака. Хаус знаходить погризену пляшечку для ліків і розуміє, що собака померла через передозування. Хаус звільняє всіх жінок окрім Тринадцятої і Ембер. Після огляду тіла патологоанатом повідомляє, що у Томаса були круглі черви, як і думала Тринадцята. Проте ліки, які давала йому доктор, випив собака.

## Цікавинки
- На очах у Хауса в приймальні, один з пацієнтів встромляє ножа у розетку, щоб викликати електричний удар. Згодом пацієнт приходить до тями і каже, що хотів зблизитись з Господом. Хаус вирішує і самому спробувати та повторює процедуру з ножем.
- Формана звільняють з нової роботи, так як він не слідував правилам і міг вбити пацієнтку.